# Hydropsyche gemecika
Hydropsyche gemecika är en nattsländeart som beskrevs av Malicky 1981. Hydropsyche gemecika ingår i släktet Hydropsyche och familjen ryssjenattsländor. Inga underarter finns listade i Catalogue of Life.